# 2015 في السودان
يسرد ما يلي الأحداث التي وقعت خلال عام 2015 في السودان.

## المناصب
- الرئيس: عمر البشير
- نائب الرئيس:
  - بكري حسن صالح (أول)
  - حسبو محمد عبد الرحمن (الثاني)

## الأحداث

### أبريل
- 2 أبريل - فاز عمر البشير بالانتخابات العامة السودانية 2015[1] على الرغم من أن مصداقية الانتخابات شابتها مقاطعة معارضة. السودان دولة ذات حزب واحد ولا تعتبر أحزاب المعارضة فرصة للوصول إلى السلطة.

### مايو
- 25 مايو - السودان ينفي مزاعم بأنه يدعم المتمردين في جنوب السودان الذين يهددون حقول النفط.[2]